# O za osvetu
O za osvetu (eng. V for Vendetta) je američki akcijski triler iz 2006. godine, čija je radnja smještena u Londonu, u distopijskom engleskom društvu iz bliske budućnosti. Film prati misterioznog V-a, borca za slobodu koji želi izazvati promjene na planu socijalne politike, pri čemu istovremeno izvodi i svoju osobnu nasilnu osvetu. Ovaj film je zapravo adaptacija istoimenog grafičkog romana, kojeg su kreirali Alan Moore i David Lloyd. Film O za osvetu je režirao James McTeigue, dok su za produkciju bili zaduženi Joel Silver i Lana i Andy Wachowski, koji su ujedno i napisali scenarij filma. U filmu glavne uloge tumače: Natalie Portman (Evey Hammond), Hugo Weaving (V), Stephen Rea (Inspektor Finch) i John Hurt (Kancelar Sutler). 
Puštanje filma u javnost je prvo bilo zakazano za petak, 4. listopada 2005. (dan prije 400-te Noći Guya Fawkesa) da bi potom ipak bilo odgođeno za 17. ožujka 2006. Alan Moore, koji je ostao razočaran filmovima Iz pakla (eng. From Hell) i Družba pravih gentlemena (eng. The League of Extraordinary Gentlemen), je odbio pogledati ovaj film, te se samim tim činom i distancirao od istog. Tvorci filma su, iz originalne priče grafičkog romana, izbacili neke od anarhističkih tema, kao i neke poveznice s drogom, pri čemu su također izmijenili i političku poruku filma, tj. prilagodili su je publici iz 2006.

## Radnja
U bliskoj budućnosti većina svijeta je u kaosu. SAD-om hara kuga. Velika Britanija je sređena država ali samo zato što je na vlasti profašistička stranka predvođena kancelarom Adamom Sutlerom. Većina stanovništva se miri sa situacijom a država je uređena totalitaristički kao nekada Treći Reich. No tajanstveni čovjek, koji nosi masku s likom Guya Favkesa, bori se se protiv nasilja režima jednakom silinom i iznosi narodu istinu.

## Glavne uloge
- Hugo Weaving kao V: James Purefoy je trebao glumiti V-a, no on je nakon šest tjedana snimanja napustio set filma i tumačenje te uloge zbog poteškoća oko maske, koju je trebao nositi tijekom cijelog filma.[1] Njega je zamijenio Hugo Weaving, koji je već prethodno surađivao s Joelom Silverom i Lanom i Andyjem Wachowski, na snimanju trilogije The Matrix, u kojoj je tumačio lik agenta Smitha. Međutim, određeni dijelovi filma sadrže scene u kojima Purefoy tumači V-a, no i u tim scenama se može čuti samo Weavingov glas, koji je naknadno presnimljen preko Purefoyevog.[2]

- Natalie Portman kao Evey Hammond: Redatelj James McTeigue je prvi puta susreo Natalie Portman na setu filma Zvjezdani ratovi, Epizoda 2: Klonovi napadaju, na kojem je surađivao s njom kao pomoćni redatelj. Pripremajući se za svoju ulogu u filmu O za osvetu, Natalie je surađivala s dijalektologinjom Barbarom Berkery. Naime, uz pomoć Barbare, Natalie je stekla engleski naglasak, koji joj je bio potreban za izvođenje svoje uloge. Također, ona je proučavala filmove poput The Weather Undergrounda, te je uz to i pročitala autobiografiju Menachem Begina.[3] Nadalje, između lika kojeg Natalie glumi u ovom filmu i lika Mathilde kojeg je glumila u filmu Leon: Profesionalac se mogu povući određene paralele.[4] Prema njenim riječima, "U vezi između V-a i Evey postoje komplikacije kao u onoj između Leona i Mathilde."[5]

- Clive Ashborn kao Guy Fawkes: Priča Guya Fawkesa, koja je ispričana na početku filma, služi kao povijesna inspiracija za V-a.

- Guy Henry kao Conrad Heyer: On je član Norsefire kabineta. U grafičkom romanu, kao i u filmu, on je šef "The Eye"-a ("The Eye" je odjel za vizualno osluškivanje). Njegova sudbina ostaje nepoznata, no on nije mogao ostati u Kabinetu; vrlo vjerojatno je uklonjen s toga položaja.

- Ben Miles kao Roger Dascombe: Iako ni u jednom trenutku filma to nije eksplicitno spomenuto, Dascombe je šef Sutlerovog odjela za propagandu. On je čovjek koji je razmontirao bombu u Jordon tornju. Uz prethodno spomenuto, Dascombe je i mlađi član Norsefire kabineta. No, na kraju treba još spomenuti kako njegova sudbina ostaje nepoznanica, tj. ne zna se je li ubijen ili je uhićen.[3]

- Sinead Cusack kao dr. Delia Surridge: Dr. Surridge je bila glavna liječnica u Larkhill centru za pritvor. Nadalje, V je tvrdio kako su mučenja i smrti u Larkhillu bila moguća samo zbog njenih istraživanja. No, Surridge je, za razliku od ostalih V-ovih žrtava, dokazala kako ima savjest i da se osjeća krivom zbog zločina koje je počinila. Upravo prethodno spomenuto može biti razlog zbog kojeg joj je V dao otrov koji izaziva bezbolnu smrt (za razliku od ostalih žrtava koje je predozirao drogom).

- Stephen Fry kao Gordon Deitrich: Voditelj talk showa, Gordon Deitrich je prikriveni homoseksualac, koji je tijekom godina, zbog restrikcija režima, "izgubio svoj apetit". Kada su Stephena Frya tijekom jednog intervjua upitali što mu se svidjelo u vezi uloge, on je odgovorio "To što su me pretukli. Ja nikada prije nisam bio pretučen u filmu i bio sam vrlo uzbuđen idejom da ću u ovome biti pretučen na smrt."[6]

- Eddie Marsan kao Brian Etheridge: On je član Norsefire kabineta. Također, potrebno je napomenuti kako je Etheridge i u grafičkom romanu i u filmu šef "The Ear"-a (Uha), tj. odjela za prisluškivanje. On nadgleda nasumična prisluškivanja, kao i brojne kombije koji se koriste u tu svrhu, te daje nekoliko izvještaja Sutleru. Njegova sudbina ostaje nepoznata, no najvjerojatnije je ili bio ubijen ili bačen u zatvor, nakon što je Norsefire srušen.

- John Standing kao biskup Anthony James Lilliman: Lilliman je korumpirani biskup Westminsterske opatije, koji je ujedno i pedofil. Njega je na taj položaj postavio sam Sutler. Lilliman je bio velečasni (svećenik) u Larkhill centru. Također, potrebno je napomenuti kako je on bio upozoren od strane Evey Hammond, kada je ona bila prerušena u prostitutku. Naposljetku njega ranjava V nakon čega on umire od predoziranja (narkoticima). U svezi lika kojeg je tumačio u ovome filmu, Standing je izjavio, "U potpunosti sam uživao tumačiti Lillimana... jer on je pomalo komičan i posve grozan. Bilo mi je drago glumiti ga."[3]

- Tim Pigott-Smith kao Peter Creedy: Creedy je i vođa Norsefireove stranke i šef britanske tajne policije, tj. Finger-a (Prsta). Iako je Sutler kancelar, prava snaga režima se nalazi kod Creedya. Creedy se međutim, figurativno govoreći, nađe pod teško paljbom, kada mu kancelar počne prijetiti zbog toga što nije uspio zaustaviti V-a. Naposljetku, Creedy ubija Sutlera, nakon čega ubrzo i sam umire i to od ruku V-a, koji mu zavrće vrat.[3]

- Stephen Rea kao glavni inspektor Eric Finch: Finch je glavni inspektor u istrazi o V-u, koji, tijekom upravo te istrage, otkriva neizrecivi vladin zločin. Što se tiče samog Stephena Reae, njemu ni politika niti terorizam nisu predstavljali strane pojmove, jer je nekada bio oženjen s Dolours Price, tj. bivšom članicom IRA-e, koja je bila pritvorena zbog bombardiranja Središnjeg suda za kriminal, poznatijeg pod imenom Old Bailey. Kada su ga pitali je li ga politika privukla filmu, Rea je odgovorio: "Pa, mislim da ne bi bilo zanimljivo kada bi u filmu bile samo stvari koje možemo pronaći u stripovima. Politika je ono što ovome filmu daje posebnu dimenziju i pečat, i da naravno da me je zainteresirala politika. Zašto i ne bi?"[7]

- John Hurt kao visoki kancelar Adam Sutler: Kancelar Sutler je bivši parlamentarni zastupnik konzervativaca kao i pod-sekretar za obranu, te je uz to još i utemeljitelj Norsefire-a i de-facto britanski diktator, kao što je u Njemačkoj bio Hitler.

- Natasha Wightman kao Valerie Page : Valerie je bila jedna od "društveno-nepoželjnih" osoba, koje je Norsefire vlada pritvorila iza rešetaka. U prisjećanju na njeno djetinjstvo, mladu Valerie je glumila Imogen Poots. Nadalje, simbolika njenog lika kao žrtve države, mnogi kritičari su ocijenili vrlo pozitivno. Filmski kritičar Michael Jensen je na sav glas hvalio izvanredno snažni trenutak Valerijine scene, sljedećim riječima: "ne samo zbog toga što je prelijepo odglumljen i dobro napisan, već zbog toga što je potpuno neočekivan (u hollywodskim filmovima).[8]

- Roger Allam kao Lewis Prothero: Lewis Prothero, "Glas Londona", je glasnogovornik Norsefire vlade. Također, on je i bivši zapovjednik Larkhill ustanove. Uz to, bitno je napomenuti i činjenicu da je on imao svoj šou na BTN-u, kao i to da ga je ubio V.

## Glazba
Nosač zvuka "V for Vendetta" izdao je Astralwerks Records 21. ožujka 2006. Većinu pjesama na albumu čine originalne partiture filmskog skladatelja Daria Marianellia. Nosač zvuka također sadrži i tri pjesme koje su svirale tijekom filma: Cry me a river od Julie London, I Found a Reason od Cat Power te Bird Gerhl od Anthony and the Johnsons. Kako je spomenuto u filmu, ove pjesme su dio 872 pjesme s crne liste na V-evom Wurlitzer jukeboxu, kojeg je V posudio iz Ministarstva nepoželjnih stvari. Klimaks 1812 Uvertire Čajkovskog pojavljuje se na kraju pjesme Knives and Bullets (and Cannons too). Uvertira svira u ključnim dijelovima na početku i kraju filma.
Tri pjesme koje su svirale za vrijeme odjavne špice nisu uključene u nosač zvuka "V for Vendetta". Prva je Street Fighting Man od The Rolling Stones. Druga je specijalna verzija Ethan Stollerove BKAB.  U skladu s revolucionarnim tonom filma u pjesmu su dodani isječci iz On black power crnačkog nacionalističkog vođe Malcolm Xa i iz Adress to the Women of America feminističke spisateljice Glorie Steinem. Može se čuti Gloriu Steinem kako govori: Ne postoji jednostavna reforma… To je stvarno revolucija. Spol i rasa, jer su lako vidljive razlike, bili su primarni načini organiziranja ljudskih bića u superiorne i inferiorne grupe te u jeftini rad o kojemu sustav još uvijek ovisi. Posljednja pjesma je Out of Sight od Spiritualized.
U filmu se također pojavljuju dijelovi iz dvije klasične bossa nova pjesme Antonia Carlosa Jobima, The Girl from Ipanema i Quiet Nights of Quiet Stars. Ove pjesme svirale su za vrijeme scena doručka s V-em i Deitrichom i bile su jedan od načina za povezivanje ova dva lika. Beethovenova 5. simfonija također igra važnu ulogu u filmu, a prve četiri note skladbe označavaju slovo "V"  u Morseovom kodu. Skeč Gordona Deitricha u stilu Benny Hilla koji izruguje kancelara Sutlera uključuje Yakety Sax temu. Alarm inspektora Fincha započinje jutro 4. studenog s pjesmom Long Black Train of Richarda Hawleya.

## Nagrade i nominacije
| Nagrada        | Kategorija                           | Dobitnik/Nominirani                  | Pobjeda |
| -------------- | ------------------------------------ | ------------------------------------ | ------- |
| Nagrada Saturn | Najbolja glumica                     | Natalie Portman                      | Da      |
| Nagrada Saturn | Najbolji znanstveno fantastični film | Najbolji znanstveno fantastični film | Ne      |
| Nagrada Saturn | Najbolji kostim                      | Najbolji kostim                      | Ne      |

## Vanjske poveznice
- službene stranice
- britanska službena stranica[neaktivna poveznica]
- O za osvetu u internetskoj bazi filmova IMDb-a
- O za osvetu  Arhivirana inačica izvorne stranice od 26. kolovoza 2007. (Wayback Machine) Open Directory Project
- O za osvetu[neaktivna poveznica] na All Movie Guideu
- O za osvetu na Rotten Tomatoesu
- O za osvetu na Internet Movie Script Databaseu
- A za anarhiju  Arhivirana inačica izvorne stranice od 5. srpnja 2007. (Wayback Machine) Projekt koji je koristio izdavanje filma za promidžbu anarhije.